# Tretze tristos tràngols
Tretze tristos tràngols és un recull de tretze contes breus d'Albert Sánchez Piñol publicat el 2008 per primera vegada per l'editorial La Campana.
Alguns dels contes del llibre no són inèdits i ja havien estat prèviament publicats, com és el cas de Quan queien homes de la lluna i Entre el cel i l'infern el qual havia estat publicat a la revista de Renfe.

## Argument
Cada un dels contes és una història independent, tant a escala argumental com estilística, i barregen la realitat quotidiana amb la fantasia i l'humor.
La seva temàtica és principalment fantasiosa (en casos, fregant la ciència-ficció) i segueix l'estil ben propi del Sánchez Piñol: ambientació africana, personatges que apareixen del no-res per sorpresa, història que canvia de cop quan el lector ho espera menys.
L'únic element en comú de tot el recull, a més de l'estil propi de Piñol, són uns finals, que com molt bé indica el títol del llibre, tenen un cert regust a tristor. Cosa que ja va advertir el mateix autor a la presentació del llibre: “Són de desenllaç tristot, es pot veure reflectida la condició humana per la part de baix”.
Els contes segueixen –amb alguna excepció- l'estructura clàssica del gènere amb plantejament, nus i desenllaç i, sobretot, amb una mena de tancament que encercla la narració al punt on s'havia iniciat.

## Els tretze contes

### Quan queien homes de la lluna
En una masia, un nen va a l'estable a munyir la vaca de la família i es troba amb un home que diu que ha vingut de la Lluna. Quan ho diu al seu pare, aquest el foragita de la finca amb l'escopeta. Però, aviat, els camps de la comarca es van omplint d'homes de la Lluna que han arribat dins d'estels fugaços. Malgrat les seves primeres reticències, el pare en posa alguns a treballar en la seva collita i treu a la família de la ruïna.
Els homes de la lluna es caracteritzen per la seva pell blanca amb taques negres i també per les seves banyetes, com les girafes. Però, quan fa una temporada que estan a la Terra, la seva pell s'aclareix, les taques negres acaben semblant pigues i les banyetes els cauen. Així, quan el fill de la família veu en la vitrina de casa seva quatre banyes molt semblants a les dels homes de la Lluna es pregunta què hi fan allà, unes banyes com aquelles. És llavors quan la seva iaia li explica com era el petit cràter on vivien i l'estel fugaç on van fer el seu viatge.

### Tot el que li cal saber a una zebra per sobreviure a la sabana
A la sabana, les zebres han transmès de generació en generació unes lliçons bàsiques a les seves filles perquè hi puguin sobreviure.
La zebra d'aquest conte recorda la primera lliçó de la seva mare mentre beu al riu:
1. Dreçar les orelles i girar-les per escoltar si ve algun lleó que no poden veure.
Aquesta primera lliçó li salva la vida ja que una lleona surt dels matolls i la comença a empaitar.
Així, ha d'anar aplicant la resta d'instruccions que li ha donat la seva mare:
2. Els lleons es cansen aviat, però una zebra amb una correguda es pot escapolir amb facilitat.
3. Quan els lleons s'apropen, les zebres poden utilitzar la seva pell per camuflar-se entre la vegetació.
4. Les zebres són unes escaladores mediocres, però els lleons són penosos.
5. I com a últim recurs, buscar un riu i ficar-s'hi dins per fugir del lleó.
Però les lliçons de la mare de la zebra s'acaben i la lleona la segueix empaitant. Només quan veu que la lleona ha abatut a una altra zebra vella i coixa que hi havia a prop s'adona de la lliçó suprema que ha de transmetre a la seva filla:
6. Per sobreviure a la sabana només cal córrer més que una altra zebra.

### La nau dels bojos
Un nàufrag és rescatat per un vaixell ple de bojos. Fruit d'una vella tradició de la costa del Bàltic, quan al port hi ha un vaixell abandonat perquè el patró no pot fer front als seus deutes o perquè és vell, les autoritats l'omplen amb tots els bojos de la província. La condemna és segura ja que acabaran passant set i la gana pot dur al canibalisme. I el nàufrag ha estat rescatat per un d'aquests vaixells.
Per sort, es creuen amb un bacallaner nòrdic. Però, quan el nàufrag li demana al pilot del bacallaner que el salvi, aquest s'adona que la seva tripulació també el pren per un boig i el pesquer passa de llarg.

### La solidaritat que va venir de les estrelles
En un Congrés de la Internacional Socialista, un home, en Murray, fa una conferència en la que diu que hi ha vida a Mart i que els marcians fa temps que han dut a terme la seva pròpia revolució proletària. Tanmateix, quan es parla de rebre l'ajuda de Mart per a la seva pròpia revolució, el públic es pregunta si els camarades marcians són anarquistes o comunistes.

### La llei de la selva
Als poblats de la selva, quan un home mata a la seva dona, és tradició fermar-lo en un pal amb els braços en creu, lligar-li la víctima a l'esquena i abandonar-lo a la seva sort. Quan l'uxoricida demana ajuda als poblats, aquests el foragiten a cops de verdures podrides i, alguns cops, apedregant-lo.
Al final, apareixen amb matxets els mateixos homes que l'han jutjat i li tallen les cordes. L'objectiu ja està complert i tothom el coneix. El refús dels homes l'han convertit en una ànima en pena. El càstig comença ara.

### De petit, tos de gos; de gran, pota d'elefant
Un noi es desperta al matí i a mesura que va passant el dia, nota com li desapareix el braç, i en el seu lloc hi va apareixent una pota d'elefant.
A casa seva apareix gairebé tota la família escandalitzada. Li fan posar el braç dins d'un gerro amb aigua perquè es remulli, li fan fer força amb els dits i li reapareix la mà una altra vegada. Encara que el nou braç li ha quedat més gruixut i d'un altre color, l'esdeveniment provoca l'alegria i alleujament de la família.
És llavors quan apareix el seu germà i li demana diners. A diferència de la resta de la família, ell no nota res estrany en el braç i, quan se li pregunta si nota res diferent, només creu que ha canviat d'ulleres.

### Entre el cel i l'infern
L'Enric és un noi que porta trenta-cinc anys treballant en una oficina d'assegurances. Se sent un fracassat perquè considera que no ha assolit les grans fites que s'havia marcat de jove. Tanmateix, mentre un dia fa submarinisme, sent un misteriós xuclador que l'engoleix i creu que se l'ha empassat una balena. De cop, ell que no és res, té l'oportunitat d'alliberar-se i convertir-se en l'home que va ser dins d'una balena.
Però aviat s'adona que la distància entre la glòria i la vanaglòria és ínfima i feta de fum. El que se l'havia empassat era un hidroavió antiincendis.

### Titus
A l'època romana, un esclau que ha estat alliberat rep en testament del seu dòminus una suma important. Amb aquesta quantitat, es muda a la capital, adquireix una residència a mida de la seva nova potestat com a patrici i celebra festes populars amb gladiadors. Per acabar, s'inventa un passat gloriós i una dinastia d'avantpassats lloables que justifiquin la seva bona fortuna i riquesa. I amb la paternitat, educa als seus fills perquè siguin dignes d'aquest llinatge.
És llavors quan s'adona que ha deixat de ser un punt per convertir-se en un pont entre els que han marxat i els que venen. Envoltat de tota la seva nissaga, s'acosta l'hora que a ell també li cobreixin el rostre amb cera i formi part d'aquest passat. I en aquest moment, s'adona de la magnitud del que ha fet.

### Ja no puc més
Un esquimal que busca foques topa amb un os polar. Però, al contrari del que creia, aconsegueix fer fugir l'os i evita morir. Malauradament, en la trajectòria de l'animal s'hi creua una anciana i uns nens. L'esquimal, encara que està cansat, aconsegueix espantar de nou l'os. Malgrat que el salva a ells, no arriba a temps per salvar el seu germà que estava pescant en un llac glaçat.

### L'espantaocells que s'estimava els ocells
Un espantaocells que se sent sol, desitja ser amic dels ocells i poder parlar amb ells. Però aquests li tenen por i només un corb s'atreveix a acostar-se-li. L'espantaocells li prega que convenci a la resta d'ocells perquè se li apropin. Tot i que això pot ser el seu final, ja que perdria la seva utilitat pels homes, l'espantaocells prefereix un darrer dia de companyia amb els ocells que un altre dia de solitud. Davant d'això, el corb accedeix a parlar amb els altres ocells.
Tanmateix, quan el corb convoca tots els altres ocells per convèncer-los d'anar al seu camp de civada, veu que entren en una caseta propera humans amb escopetes. El dubte assalta el corb. L'espantaocells podria ser realment amic dels ocells o bé podria parar-los una trampa en la qual moririen tots. Davant d'aquesta incertesa, ni el corb ni cap ocell s'acosta mai més al camp de l'espantaocells que estima els ocells. Aquest espantaocells es converteix en l'espantaocells més temible de tots i es guanya, en conseqüència, l'admiració dels homes que el recompensen amb una vida eterna.

### Mai no compris xurros en diumenge
Un diumenge al matí a ciutat, en Jordi Joan fa cua a la xurreria de la cantonada i davant seu hi té dinou persones. Veu un nen que puja i baixa de la vorera amb els braços oberts com si fos una avioneta. Però un cotxe gira a la cantonada i l'atropella. Truquen a l'ambulància i a la policia i s'emporten al nen a l'hospital.
A partir d'aquest moment, en Jordi Joan es veu embolicat en una sèrie d'interrogatoris a l'hospital i a comissaria mentre veu com se li diu a una família sencera de pakistanesos que el nen ha mort. Els dubtes, la sensació de culpabilitat i la incertesa se'l mengen mentre espera durant mesos a que arribi el moment del judici. Les discussions amb la seva dona creixen. I finalment, el dia del judici, quan ha de testificar, només li fan dues preguntes i la jutgessa resulta ser amiga de la seva dona.
Després de tot el temps passat, torna a anar a la xurreria per gaudir dels xurros a ciutat. Però un altre nen surt de la filera i un altre cotxe gira la cantonada.

### El Rei de Reis i les dues ciutats
Sotmesos tots els regnes de l'imperi, només dues ciutats queden lliures: Abis i Zicònia, veïnes i rivals. Els seus ambaixadors són cridats a la capital del món, davant el Rei de Reis, per negociar la seva derrota o submissió. Només una de les dues ciutats serà perdonada. L'altra serà destruïda sense pietat. I els ambaixadors són tancats en estances separades perquè rumiïn el tribut únic que volen pagar per aconseguir el perdó del monarca.
Durant la nit, els de Zicònia, més pobres i valents, transmeten un missatge als d'Abis, més rics: col·laborar i lluitar plegats contra el Rei de Reis. Però els d'Abis no ho accepten ja que creuen que amb la seva riquesa podran pagar el seu perdó.
L'endemà, el tresorer del Rei els pregunta en quin preu valoren la seva existència terrenal. Els d'Abis ofereixen una magnitud d'opulència difícil de superar. Però llavors, els de Zicònia parlen: ofereixen el mateix que els d'Abis i, a més, hi afegeixen els caps dels enemics d'Abis en sacs de pell de cabra.

### Només digues si encara m'estimes
Quan la Marta i l'Alfred es casen, la mare d'ella els regala una relíquia familiar: un armari fet d'una sola peça. A ell no li agrada, però com que és una tradició de la família de la seva dona, ho accepta.
Fins que un dia, l'Alfred es troba a una cubana pel carrer i la porta a casa seva. Però arriba la seva dona abans d'hora i li demana a la cubana que s'amagui a l'armari. Quan més tard n'obre la porta per fer-la sortir, només hi troba roba. L'armari ha devorat la cubana.
Finalment, trenta-cinc anys més tard, se senten sorolls que venen de l'habitació de matrimoni. De l'habitació en surten unes dotzenes d'homes, amb modes de roba interior que abasten mig segle. Darrera d'ells en surt també la cubana. I així, la Marta i l'Alfred descobreixen com l'armari retorna allò que anys enrere devora.